# José Manuel Broto Gimeno
José Manuel Broto Gimeno (Saragossa, 1949) és un  pintor espanyol.

## Biografia
Neix a Saragossa el 1949. Realitza estudis a l'Escola d'Arts i Oficis de Saragossa. El 1972 se'n va a viure a Barcelona, el 1985 trasllada la seva residència a París. Després de deu anys a la capital francesa en els quals coincideix amb altres artistes artistes com Miquel Barceló, Miguel Ángel Campano, José María Sicilia, es trasllada a Mallorca.
Ha estat premiat amb el Premi Nacional d'Arts Plàstiques d'Espanya en 1995. El 1997 rep el Premi ARC de l'Associació de Crítics, el 2003 el Premi Aragó Goya de Gravat i el 2018 rep el Premi Xam d'Arts Plàstiques en homenatge a Pere Quetglas Ferrer, "Xam".

## Trajectòria artística
En la seva primera exposició el 1968 el seu treball està en línia amb el  constructivisme. En col·laboració amb altres artististes i periodistes funda el grup Trama, que publica la seva primera revista el 1976. Aquest grup treballa més el camp de l'abstracció enfront del conceptualisme artístic d'aquest moment. A començament dels anys vuitanta el seu treball el realitza en quadres de grans dimensions en els quals presta especial atenció al color i les qualitats expressives. En els últims anys la seva pintura es fa més simplificada quant als materials i les formes, encara que introdueix temes nous com figures espacials, transparències, formes atmosfèriques, etc.